# Zdenka Janáčková
Zdenka Janáčková (rozená Schulzová, 30. července 1865 Olomouc – 17. února 1938 Brno) byla česká spisovatelka a choť hudebního skladatele Leoše Janáčka.

## Život
Narodila se v Olomouci roku 1865 do česko-německé rodiny ředitele brněnského učitelského ústavu Emiliána Schulze a jeho choti Anny Kaluškové.
Rodiče z ní chtěli nadanou slečnu, a tak začala hrát na klavír. Jejím učitelem se stal Leoš Janáček, jenž jí pak dokonce ve čtrnácti letech požádal o ruku.
Ze svých cest psal Janáček své snoubence 4 až 8 dopisů denně. Po návratu z Vídně se se Zdenkou zasnoubil a roku 1881 se s ní v jejích 15 letech na Starém Brně i oženil. Z manželství vzešly dvě děti, prvorozená dcera Olga (1882–1903) ale zemřela předčasně v jednadvaceti letech, kdy byla během pobytu v Petrohradě nakažena tyfem[nepřesný odkaz], a syn Vladimír (1888–1890) zemřel ve dvou letech, kdy jej jeho sestra nakazila spálou. Manželství si prošlo těžkou zkouškou, když začal mít Janáček platonický vztah s Kamilou Stösslovou. Zdenka se svým chotěm ale i tak zůstala do jeho smrti.
Zemřela 25. února roku 1938 v Brně. Je pohřbena v rodinné hrobce Schulzů na brněnském Ústředním hřbitově.

## Památka
O manželství Janáčkových byl roku 1986 natočen film Lev s bílou hřívou, kde Janáčka hraje Luděk Munzar a jeho ženu Jana Hlaváčová
Roku 1998 byly vydány její Paměti.